# Hugo Dietsche
Hugo Dietsche (31 marzo 1963) è un ex lottatore svizzero, specializzato nella lotta greco-romana.

## Palmarès

### Olimpiadi
- 1 medaglia:
  - 1 bronzo (Los Angeles 1984 nei pesi gallo)